# サーモピレー
サーモピレー（英: Thermopylae）は、1868年に完成した、イギリス・ホワイトスターライン（ジョージ・トンプソン・アンド・カンパニー社）（White Star Line/George Thompson & Co）の帆船である。中国やインドからの茶の輸送を目的に建造された高速外洋帆船であり、いわゆる「ティークリッパー」の一隻である。同じティークリッパーとして高名な、カティーサークのライバルとして知られている。

## 建造と構造
サーモピレーは、1867年9月16日起工され、船体完成1868年6月19日、8月19日に進水したのち、9月17日に竣工した。設計はロイズ船級協会のバーナード・ウェイマス技師（Bernard Waymouth）、建造はアバディーン（スコットランド）のワルター・フッド・アンド・カンパニー社（Walter Hood & Co）である。
船名はペルシア戦争の古戦場であるテルモピュライの地名からとられた。船体は鉄製のフレームに木材の外板を張った木鉄混合構造である。大きな荷室容積を確保し、安価に建造できることで、サーモピレー、カティーサークを含めて、当時のティークリッパーでは一般的な構造である。サーモピレーでは、木材は米松（イエローパイン）材、およびチーク材が用いられていた。船体は緑色、マストは白色に塗られ、帆は全て純白であった。
サーモピレーの帆装形式は3本マストのシップ型であり、順風時の高速性を優先した構造である。外洋を高速で帆走することに設計の主眼がおかれ、最高巡航速度は14.5ノット（時速約27km）、最高速度は20ノット（時速約37km）に達したと言われる。

## 最速帆船サーモピレー
初代船長ロバート・ケムボール（Robert Kemball/1823-87）の指揮の下、サーモピレーは1868年11月8日処女航海に出帆した。イングランドテムズ川河口の港グレイブスエンドから、オーストラリアのホブソンズ・ベイ（メルボルン近郊の港）まで63日で航海し、この航路の最短記録を更新。1869年2月10日にはオーストラリアのニューキャッスルを出港、1869年3月13日中国の上海に入港。この航路を31日で航海し、またも記録を更新。さらに、1869年7月3日、中国・福州を出帆したサーモピレーは、わずか91日の航海で9月30日にロンドンに到着し、ここでも最短記録を更新している。
航路の最短記録を次々に塗り替えたサーモピレーは、一躍、最速の帆船として注目を浴びることになった。この後も、福州／上海・ロンドン間の紅茶輸送航路では、100-110日前後での航海を続けている。

## カティーサークとの対決
1872年には、カティーサークとの有名な紅茶輸送競争が展開された。1872年6月18日、両船は同時に上海を出港、貨物として紅茶を積載し一路ロンドンを目指した。どちらの船も、速達を優先し積み荷はやや減らしていた。
上海を発した直後、東シナ海はほとんど凪の状態であり、両船は船足の遅さに苦しみ、ほとんど付かず離れずの状態にあった。スンダ海峡を抜けるときには、サーモピレーがややリードしていたものの、その差はわずか2.4kmほどである。インド洋に入り、貿易風の影響を強く受けるようになると、カティーサークが一気にサーモピレーを引き離し、サーモピレーは8月14日には650kmちかく引き離されていた。ところが、この日、強風で舵を失ったカティーサークは、ケープタウンでの修理を余儀なくされる。これに対し、順調な航海を続けたサーモピレーは抜き返し、10月11日ロンドンに入港し、逆転勝利を収めることになる。カティーサークがロンドンへ入港したのは10月18日である。サーモピレーは115日、カティーサークは122日の航海であった。
もっとも、この競争でより高性能を発揮したのは、舵を失う難航にもかかわらず、7日遅れまで挽回したカティーサークであると評され、カティーサークとムーディー船長以下乗組員たちは、高く評価されることになった。サーモピレーにとっては、その最速船としての名誉にやや傷が付く結果になったという。そしてこの頃がティークリッパーの絶頂期だった。

## 晩年のサーモピレー
サーモピレーが、初めて茶を積んでロンドンに入港した日から1ヶ月半後、10年の工期を費やしたスエズ運河が開通した。スエズ運河を汽船で通れば、イギリスと中国は2ヶ月以内の日数で結ばれてしまうようになっていた。航走速度では決して汽船に負けないティークリッパーたちだったが、ほぼ無風のスエズ運河は、帆船では通過することができないのである。1870年代になると、ティークリッパーの時代は急速に終焉を迎えていった。
サーモピレーは、1878年を最後に茶輸送専従だった運用からはずれ、1881年に最後の茶輸送を行った後、オーストラリアからの羊毛輸送につくことになった。ライバルだったカティーサークなども同様に、ティークリッパーはこの航路に配転されることが多くここでも船同士での競争は起こったが、この航路も長くは続かなかった。羊毛輸送に関しては、いくら早く着いたところでさしたるプレミアも付かず、より確実な運航スケジュールが期待できる汽船が配船されれば、そちらのほうがより都合がいいのである。
1889年には、サーモピレーはホワイトスターラインを離れ、ロンドンのW.ロス・アンド・カンパニー社（W. Ross & Co）に売却され、ついで、1890年には、カナダ・モントリオールのレッドフォード社（Redford）へ売船された。カナダではアジアとカナダ西海岸を結ぶ航路で運航され、この航路での積荷は、もっぱらアジアからの米だった。
カナダ時代には、ミズンマストの横帆が取り外され、それまでの3本マストシップ型から、3本マストバーク型に帆装形式が変更されていたが、16ノット（時速約30km）で走る汽船エンプレス・オブ・インディアと3日間に渡って並走してみせたり、1893年にはビクトリア（カナダ）から、香港まで23日で航走する記録を残すなど、そのスピードに衰えはなかったようだ。

## 終焉
1895年、サーモピレーはポルトガル政府に買い取られ、名前をペドロ・ヌネス（Pedro Nunes）と改め、練習帆船となった。しばらく船員養成のための航海を続けていたが、これも1903年までで、その後は帆装を全て失い、給炭用のハルクになった。
1907年、エストリル近郊、カスケイ湾での海軍イベントに参加したのが、サーモピレーの船として最後の仕事となった。ポルトガル海軍のイベントの締めくくりに実弾射撃公開が行われ、その実船標的となったのである。ポルトガル王室一家臨席のもと、多くの賓客が見守る中、サーモピレーはポルトガル海軍艦艇からの砲弾が撃ち込まれた。サーモピレーは容易に沈まず、魚雷を撃ち込まれ、船体が炎に包まれるまで持ちこたえた。その残骸は、今も海底にあることが確かめられている。

## 最速のティークリッパー論
サーモピレーとカティーサークがティークリッパーとして活動できた期間は短かったが、同一航路における航海の記録を比較すると、1871年はサーモピレーの105日に対してカティーサークは110日、1872年は115日対122日、1873年は100日対117日、1875年は112日対123日（以上・上海ロンドン航路）であり、終始サーモピレーはカティーサークに対して優勢であった。同一航路でサーモピレーが、カティーサークに対して後れをとったのは、1876年の福州・ロンドン航路の118日対109日だけである。
この実績故に、「サーモピレーこそ最速のティークリッパーである」という主張も根強い。また、両船の速度差を、船の性能差ではなく、天才肌のサーモピレー船長ケムボールと、堅実なカティーサーク船長ムーディーの、性格の違いに求める向きもある。ライバル視されるサーモピレーとカティーサークでありながら、実際に同じ時期に同じ航路を走ったのは1872年の1回きりであり、直接的な競争になったのもその1回きりのため、余計に議論は膨らむ。
この種の議論には、スコットランド・アバディーンを代表するサーモピレーと、イングランド・ロンドンを代表するカティーサークとの“地域対決”という側面もあり、英国流のいわゆる「パブ談義」の格好の題材になってきた。もっとも、この2隻は、どちらもスコットランドで建造され、サーモピレーの設計はイングランドのロンドン、カティーサークの設計はスコットランドのグラスゴーである。

## 諸元
- 全長：212フィート（64.62メートル）
- 全幅：36フィート（10.97メートル）
- トン数 GRT991トン NRT948トン
- 帆装形式:3檣シップ（フルリグドシップ/新造時）
- 英国の船舶登録ナンバーNo.60688
- 無線符号 WPVJ